# Skälderviken (ort)

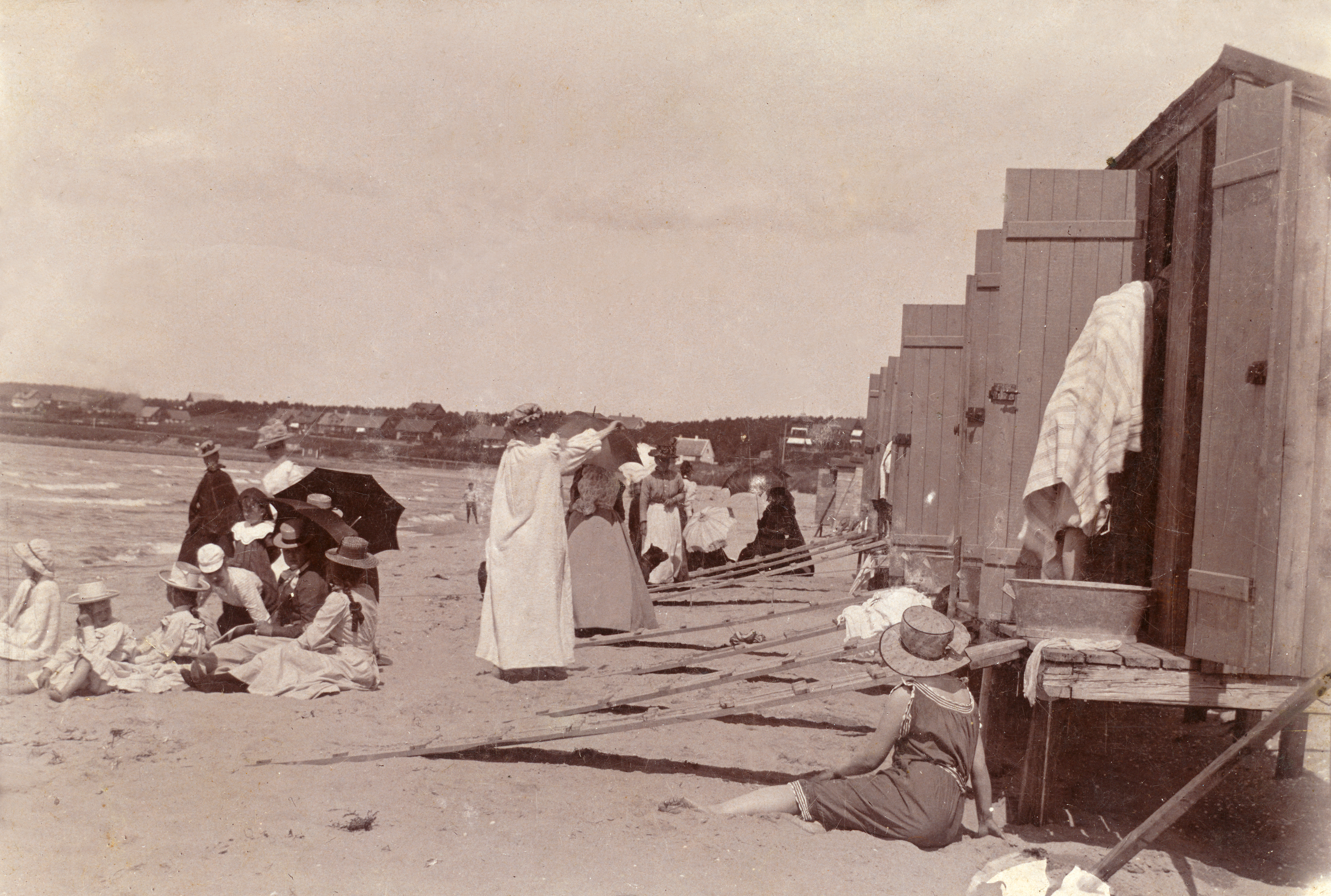
Skälderviken med samhället Skälderviken i bakgrunden omkring 1910.

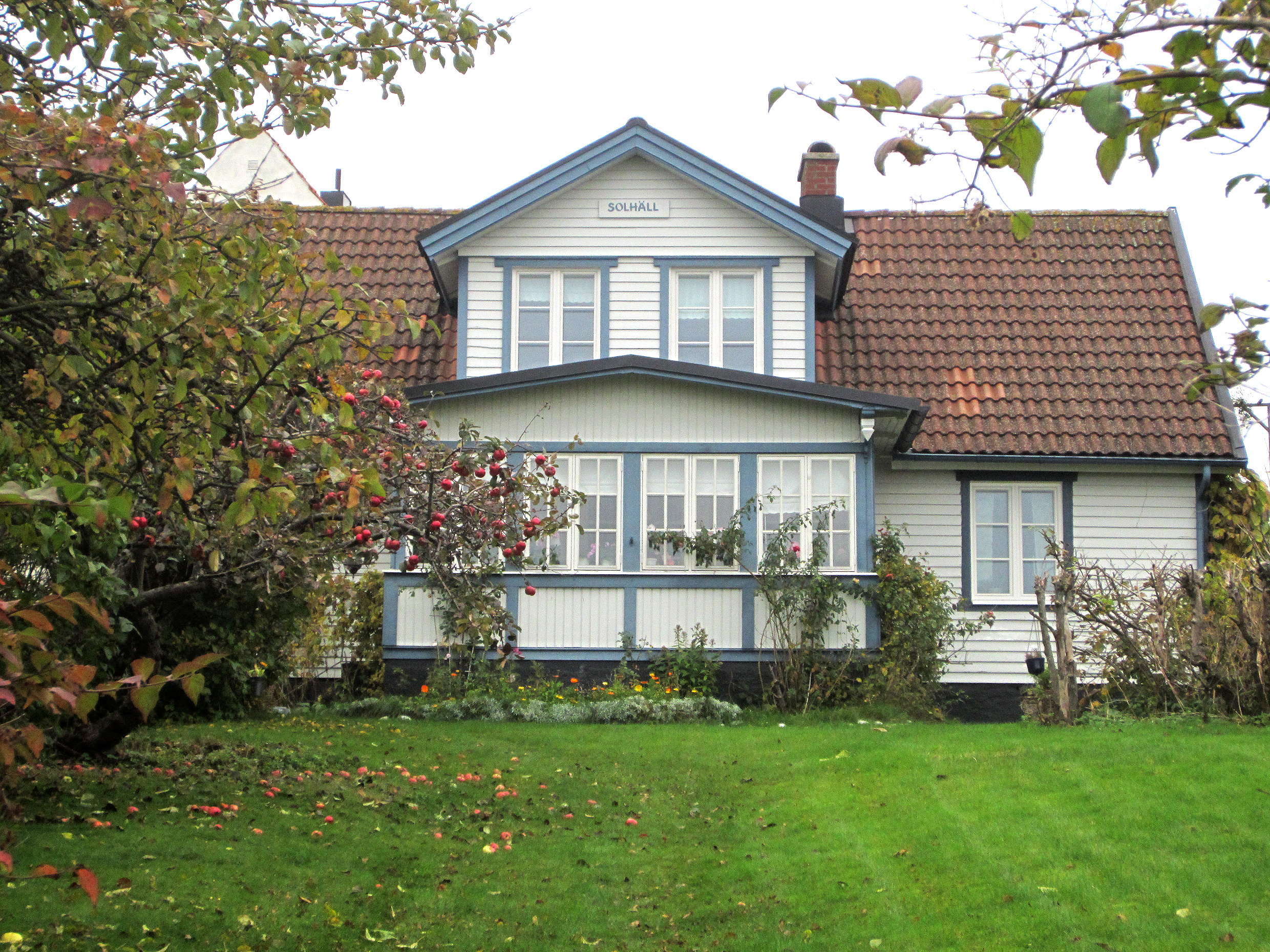
Solhäll, en av fåtalet bevarade äldre sommarvillor i Skälderviken.

Skälderviken är en ort i Barkåkra socken i Ängelholms kommun i nordvästra Skåne, belägen vid Rönne ås mynning i Skälderviken. Orten är en del av tätorten Ängelholm.
I Skälderviken ligger det en skola med klasserna F-6. Här ligger även Skäldervikens if (sif) och Gk Engelholmsgymnasterna (GKE). I Skälderviken finns det ett Ica (Ica källan) och Lingvallen där även GKE vistas. Det är en liten vik med stora möjligheter.

## Historia
Platsen där Skäldervikens samhälle skulle växa upp var tidigare öde. Denna strandmark vid Rönne ås utlopp i Skälderviken tillhörde godset Engeltofta i Barkåkra socken. När bebyggelsen började växa upp här efter mitten av 1800-talet fick den först namnet "Engelholms hamn". Detta sammanhängde med att hamnbyggnaden började planeras 1847 och påbörjades 1852. Det inte helt lätta arbetet med de stora sanddynerna gjorde att hamnen kunde invigas först 1856 till musik av Höganäs musikkår. Det första fartyget som inseglade i hamnen var hjulångaren ”Hamlet”.
Hamnbyggarna inlogerades i en nybyggd kasern på den tomt där Hotell Skälderviken sedermera skulle byggas. Den förste som inskrevs i kyrkoböckerna under ortnamnet ”Engelholms hamn” var Laudon Andersson 1853, mannen som serverade mat till hamnarbetarna. Krogverksamheten startade först i en strandad skuta vid namn ”Hoppet” men överflyttades senare till ett ordentligt hus där krogen i folkmun kom att kallas ”Kråget”.
Under 1850- och 1860-talen var byggnadsverksamheten stor i det lilla samhälle som nu växte upp kring hamnen. Snart upptäckte rikare personer emellertid områdets lämplighet för sommarrekreation. Apotekaren John Lindgren från Lund var således en av de första som här uppförde en egen sommarvilla, ”Villa Eric”, uppkallad efter hans son. Andra sommarvillor växte snart upp i rask takt, alla med speciella namn: Sjötorp, Kullablick, Solhäll, Björkliden, Havsvind, Ålunda och Solvik.
Bad i havet blev på modet efter mitten av 1800-talet. Åren 1863–1864 byggdes därför det första, tämligen enkla kallbadhuset. Ägaren var vedhandlaren Peder Olsson. Det låg vid norra sidan av hamnen. I början av 1880-talet ersattes detta av ett förnämare kallbadhus vid södra hamnarmen. Under den svåra vintern 1888 rev isen emellertid ner träpålarna som huset vilade på. Istället för att uppföra ett nytt infördes nu sedvänjan med strandkärror. Fortfarande ansågs havsbaden inte socialt lämpliga och det gällde därför att dölja sig så mycket som möjligt. Strandkärrorna, vilka hyrdes för 25 öre, var försedda med en liten hytt och hade två breda hjul. Dessa kärror drogs varje morgon ut till strandkanten så att de badande från hytten kunde stiga rakt ner i vattnet.
Den nya badorten under namnet Skälderviken blev livligt frekventerad. Från Engelholm fanns förbindelse med små ångbåtar, ”Svea” och ”Thor”, på Rönneå. 1885 öppnade Skåne–Hallands Järnväg som dragits fram mellan stranden och strandvillorna. Stationen hette först "Engelholms hamn" men bytte namn till "Skelderviken" den 1 oktober 1902.
När hamnbolaget gick i konkurs 1897 inköptes hamnområdet med tillhörande fastigheter av Max Langenheim som snart kom att äga merparten av tomterna i Skälderviken. För att badorten skulle kunna leva upp och utvecklas behövdes emellertid ett större hotell. Langenheim uppförde därför i slutet av 1890-talet det stora bad- och brunnshotellet ”Hotell Skälderviken”. Han förbättrade också vägnätet till och från orten.  
Från att från början ha varit beläget i Barkåkra socken ingick Skälderviken efter kommunreformen 1862 i Barkåkra landskommun. I denna inrättades för orten den 3 maj 1935 Skäldervikens municipalsamhälle som upplöstes med utgången av 1959. Orten ingår sedan 1971 i Ängelholms kommun.
Järnvägsstationen drogs in 1975.

## Samhället
Orten är känd för de fina stränderna. Vid ån innanför stranddynerna finns en hamn för fritidsbåtar.
Mellan samhället och stranden går järnvägslinjen Västkustbanan. Banverket byggde under åren 2005–2010 ut denna till dubbelspår vid Skälderviken. 

## Utbildning
I nordöstra delen av samhället finns Errarps skola som omfattar årskurserna F–6 och har omkring 280 elever.